# Брук Тејлор
Брук Тејлор (енгл. Brook Taylor; Едмонтон, Мидлсекс, 18. август 1685 — Лондон, 29. децембар 1731) је био енглески математичар, најпознатији по Тејлоровој теореми и Тејлоровом реду.

## Живот и дело
Брук Тејлор је рођен у Едмонтону (који је у то време био у Мидлсексу) од оца Џона Тејлора из Бифронс Хауса, Кент, и мајке Оливије Темпест, ћерке Николаса Темпеста из Дарама. Брук се уписао на Колеџ Светог Јована у Кембриџу као обичан студент 1701. године, где је дипломирао као бачелор права 1709. године и постао доктор права 1714. године. Будући да је студирао математику код Џона Макина и Џона Кејла, године 1708. нашао је решење проблема „центра осцилације“, које је, међутим, остало необјављено до маја 1714. године, када му је право приоритета оспорио Јохан Бернули. Тејлоров рад Methodus Incrementorum Directa et Inversa (1715) додао је нову грану вишој математици, која се данас зове "анализа коначних разлика". Поред других употреба, искористио ју је за одређивање облика кретања вибрирајућих жица, који је он свео на механичке принципе. Исто дело садржало је и прослављену формулу познату као Тејлорова теорема, чији је значај остао непризнат све до 1772. године, када је Лагранж схватио њене моћи и назвао је "le principal fondement du calcul différentiel" ("основни темељ диференцијалне анализе").
У свом есеју из 1715. године Линеарна перспектива, Тејлор је поставио праве принципе уметности у оригиналном и генералнијем облику од облика било ког од његових претходника; међутим, дело је било кратко и опскурно.
Тејлор је изабран за члана Краљевског друштва почетком 1712. године и исте године је био у комитету за проверу тврдњи Исака Њутна и Готфрида Лајбница и био је секретар друштва од 13. јануара 1714. до 21. октобра 1718. године. Од 1715. године, његове студије су добиле филозофски и религијски утицај. Те године је био у кореспонденцији са Контом де Монмором у вези са ставовима Николе Малбранша; недовршени трактати, On the Jewish Sacrifices (О јеврејским жртвама) и On the Lawfulness of Eating Blood (О законитости једења крви), написани по његовом повратку из Е ла Шапела 1719. године, касније су пронађени међу његовим списима.
Његов брак 1721. године са Мис Бриџис из Волингона, Сари, довео је до отуђења од његовог оца, али се завршио 1723. године њеном смрћу приликом рођења њиховог сина, који је такође умро. Наредне две године је провео са својом породицом у Бифронсу, а 1725. године се оженио, овог пута уз одобрење оца, Сабетом Собриџ из Олантаја, Кент, која је такође умрла при порођају, 1730. године; у овом случају, међутим, његова ћерка Елизабет је преживела. По смрти свог оца 1729. године, наследио је имање у Бифронсу. Тејлорово крхко здравље је попустило, због чега је умро у Самерсет Хаусу 29. децембра 1731. године, а сахрањен је у цркви Свете Ане у Сохоу.

## Одабрани радови
Постхумни рад под називом Contemplatio Philosophica штампао је у приватном тиражу 1793. године Тејлоров унук, Вилијам Јанг (умро 10. јануара 1815). Тај рад је укључивао и биографију аутора и додатак који је садржао писма упућена Тејлору. Неколико кратких Тејлорових радова објављено је у Philosophical Transactions, журналу Краљевског друштва, у томовима од xxvii до xxxii, што је укључивало неке занимљиве експерименте на пољу магнетизма и капиларних појава. Године 1719, издао је побољшану верзију свог дела везаног за перспективу, под називом New Principles of Linear Perspective, којег је ревидирао Џон Колсон 1749. године, а које је поново штампано 1811. године. Француски превод се појавио 1753. године у Лиону. Тејлор је у Methodus Incrementorum направио први задовољавајући преглед астрономске рефракције.
- Тејлор, Брук (1715a), Methodus Incrementorum Directa et Inversa, Лондон: Gul. Innys.
- Тејлор, Брук (1715b), Linear Perspective: Or, a New Method of Representing Justly All Manner of Objects as They Appear to the Eye in All Situations, Лондон: R. Knaplock.